# Thailändische Unihockeynationalmannschaft

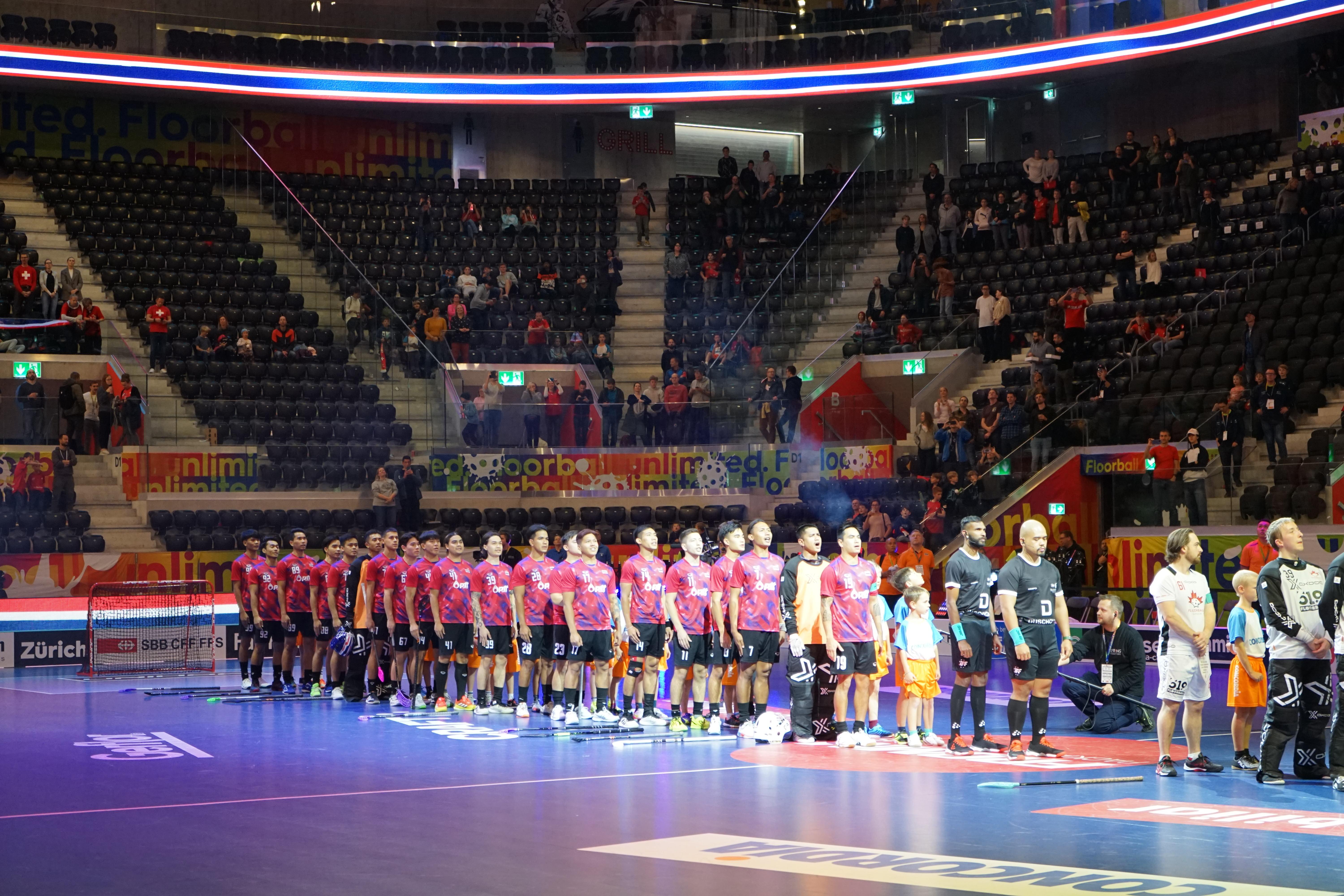
Spieler der Nationalmannschaft an der Weltmeisterschaft 2022 in Zürich

Die thailändische Unihockeynationalmannschaft repräsentiert Thailand bei Länderspielen und internationalen Turnieren in der Sportart Unihockey (auch bekannt als Floorball).
1995 wurde der nationale Floorballverband, die Thai Floorball Association gegründet und in die International Floorball Federation aufgenommen. 2016 folgte die Teilnahme an der ersten Weltmeisterschaft mit Platz 14. Den besten Rang erreichte sie 2021 mit dem 13. Platz.

## Platzierungen

### Weltmeisterschaften
| WM   | Austragungsort(e)                              | Platz              |
| ---- | ---------------------------------------------- | ------------------ |
| 1996 | Skellefteå, Uppsala, Stockholm                 | nicht teilgenommen |
| 1998 | Brünn, Prag                                    | nicht teilgenommen |
| 2000 | Drammen, Oslo, Sarpsborg                       | nicht teilgenommen |
| 2002 | Helsinki                                       | nicht teilgenommen |
| 2004 | Zürich, Kloten                                 | nicht teilgenommen |
| 2006 | Helsingborg, Malmö, Botkyrka, Solna, Stockholm | nicht teilgenommen |
| 2008 | Ostrava, Prag                                  | nicht teilgenommen |
| 2010 | Helsinki, Vantaa                               | nicht teilgenommen |
| 2012 | Zürich, Bern                                   | nicht teilgenommen |
| 2014 | Göteborg                                       | nicht teilgenommen |
| 2016 | Riga                                           | 14. Platz          |
| 2018 | Prag                                           | 14. Platz          |
| 2021 | Helsinki                                       | 13. Platz          |
| 2022 | Zürich, Winterthur                             | 14. Platz          |
| 2024 | Malmö                                          | 14. Platz          |

### AOFC Cup
| Jahr | Austragungsort(e) | Platz    |
| ---- | ----------------- | -------- |
| 2017 | Bangkok           | 1. Platz |
| 2019 | Biñan             | 2. Platz |
| 2023 | Singapur          | 1. Platz |
| 2025 | Jiangxi           | 2. Platz |

### World Games
| WM   | Austragungsort(e) | Platz              |
| ---- | ----------------- | ------------------ |
| 2017 | Breslau           | nicht qualifiziert |
| 2022 | Birmingham        | 7. Platz           |
| 2025 | Chengdu           | nicht qualifiziert |